# Koro Toro
Koro Toro, auch als Koro-Toro bezeichnet, ist eine Ortschaft im Tschad auf dem Wege von N’Djamena nach Faya-Largeau, ca. 200 km von Faya-Largeau entfernt.
Staewen berichtet anlässlich seiner Tibesti-Reise im Frühjahr 1964 von einem kleinen französischen Fort und einer Handvoll Lehmhütten. Das alte französische Fort wird seit 2003/04 offenbar als Gefängnis weiter verwendet.
In jüngerer Zeit ist der Ort bzw. die Region durch die Entdeckung der Fossilien des Holotypus von Australopithecus bahrelghazali an der Fundstelle Koro Toro 12 international bekannt geworden.